# Агентство оборонной промышленности Турции
Агентство оборонной промышленности при Администрации Президента Турции (тур. T.C. Cumhurbaşkanlığı Savunma Sanayii Başkanlığı, сокр. SSB) — гражданская государственная структура Турции, ответственная за развитие национальной оборонной промышленности и управление закупками вооружений, военных систем и технологий. Агентство находится в непосредственном подчинении президента Турции.

## История
Агентство было учреждено 7 ноября 1985 года в соответствии с Законом № 3238 под названием «Управление по развитию и поддержке оборонной промышленности» (SAGEB). Целями агентства изначально стали развитие отечественной оборонной промышленности и модернизация Вооружённых сил Турции. В 1989 году агентство было реорганизовано и переименовано в «Секретариат оборонной промышленности» (SSM).
Закон № 3238 провозгласил курс на производство вооружения и военной техники преимущественно внутри страны с максимальным использованием национального потенциала, привлечением передовых технологий и поддержкой научно-исследовательских работ (НИОКР). Новый подход предполагал открытость частному сектору и способность адаптироваться к технологическим изменениям и международному рынку.
В 1998 году утверждён первый стратегический документ «Основы политики и стратегии оборонной промышленности Турции», который обозначил развитие конкурентоспособной отрасли и её экспортный потенциал. В 2006 году цели были закреплены в 9-м пятилетнем плане развития и стратегическом плане на 2007–2011 годы. В этот период произошёл переход от прямых закупок к совместному производству и проектированию техники внутри страны.
В 2010-х годах приоритет был отдан разработке оригинальных платформ и использованию национальных подрядчиков. Стратегический план 2012–2016 годов обозначил основной задачей достижение технологического превосходства и снижение зависимости от внешних поставок. Среди ключевых проектов этого периода были корвет MİLGEM, танк Altay, вертолёт ATAK, беспилотники Anka и Bayraktar, спутник Göktürk-1 и винтовка MPT.
В 2017 году агентство было подчинено напрямую Президенту Турции, а в 2018 году согласно Указу Президента № 1 переименовано в «Агентство оборонной промышленности при Администрации Президента Турции».
В 2023 году масштабы деятельности агентства существенно расширились: было инициировано и велось более 850 проектов, часть из которых достигла практических результатов уже в первый год реализации. Среди ключевых достижений этого периода — передача ВМС Турции универсального десантного корабля TCG Anadolu, первого в мире авианосца, способного нести ударные беспилотные летательные аппараты (СИГА); успешные летные испытания боевых беспилотников Bayraktar Kızılelma, а также первые полёты и запуск двигателя национального истребителя KAAN, летательные испытания беспилотного ANKA-3 и учебно-боевого самолёта HÜRJET, тестирования вертолётного двигателя GÖKBEY (TS1400) и тяжелой торпеды AKYA.
К 2024 году количество оборонных проектов превысило 1000, общий объём проектов достиг 100 млрд долларов США, экспорт оборонной продукции вырос до 7 млрд долларов.

## Полномочия и функции
Основные полномочия и функции агентства включают:
- Выполнение решений Исполнительного комитета оборонной промышленности;
- Планирование и реализацию закупочных программ;
- Интеграцию и развитие национальной оборонной промышленности;
- Организацию привлечения иностранных инвестиций и технологий;
- Определение и финансирование производственных программ;
- Поддержку национальных и совместных инвестиций;
- Координацию экспорта продукции и офсетной торговли;
- Контроль за качеством и соответствием продукции условиям контрактов;
- Решение проблем в реализации проектов в сотрудничестве с соответствующими ведомствами;
- Выполнение дополнительных поручений Президента Турции.

В декабре 2021 года SSB получил право на экстренное отчуждение имущества для нужд оборонной промышленности (Президентское решение № 4895 от 9 декабря 2021 года).
SSB также реализует программу подготовки исследователей (SAYP) совместно с университетами и ведущими компаниями оборонного сектора (ASELSAN, TUSAŞ, ROKETSAN, FNSS и др.). Только в рамках университета ODTÜк 2025 году было реализовано 35 проектов.

## Департаменты
Функциональная структура агентства включает следующие подразделения:

#### Техника и платформы
- Департамент авиации
- Департамент вертолётов
- Департамент национального истребителя
- Департамент беспилотных и интеллектуальных систем
- Департамент двигателей и силовых трансмиссий
- Департамент наземной техники
- Департамент морской техники

#### Вооружение и боевая электроника
- Департамент связи, электронной и информационной систем
- Департамент радиоэлектронной борьбы и радиолокационных систем
- Департамент систем ПВО и ракетного вооружения
- Департамент вооружения и боеприпасов
- Департамент кибербезопасности и информационных систем

#### Научно-техническая и промышленная политика
- Департамент НИОКР и управления технологиями
- Департамент индустриализации
- Департамент качества, испытаний и сертификации
- Департамент стратегического развития

#### Административная и кадровая структура
- Департамент персонала и образования
- Департамент корпоративных коммуникаций
- Департамент административных и финансовых дел
- Академия оборонной промышленности
- Департамент оперативной поддержки

## Организационная структура

### Численность персонала
По состоянию на 31 декабря 2023 года в SSB работают 1 005 человек:
- 675 штатных сотрудников
- 28 контрактников
- 146 проектных сотрудников
- 5 ИТ‑специалистов по контракту
- 151 постоянный рабочий
- 5 временно прикомандированных сотрудников[11]

### Главы агентства
| № | Глава                       | Начало полномочий | Окончание полномочий |
| - | --------------------------- | ----------------- | -------------------- |
| 1 | Вахит Эрдэм                 | 23 декабря 1985   | 19 июля 1993         |
| 2 | Ялчын Бурчак                | 19 июля 1993      | 31 января 2000       |
| 3 | Проф. Др. Дурсун Али Эрджан | 31 января 2000    | 6 февраля 2004       |
| 4 | Мурад Баяр                  | 6 февраля 2004    | 28 марта 2014        |
| 5 | Фарук Озлю (врио)           | 30 марта 2014     | 11 апреля 2014       |
| 6 | Проф. Др. Исмаил Демир      | 11 апреля 2014    | 6 июня 2023          |
| 7 | Проф. Др. Халук Гёргюн      | 6 июня 2023       | В должности          |

### Управленческая структура
- Координационный офис председателя:

Офис поддержки принятия решений и управления знаниями, управление связями с внешними организациями, пресс-служба и цифровые медиа, канцелярия председателя.
- Подчинённые отделы вне заместителей:
  - Юридическое управление
  - Внутренний аудит
  - Департамент международного сотрудничества[17]

## Внешние ссылки
- Экспортный портал SSB
- Официальная страница Агентства оборонной промышленности на Facebook